# Zwemmen op de Olympische Zomerspelen 2016 – 4×100 meter wisselslag mannen
De 4×100 meter wisselslag mannen op de Olympische Zomerspelen 2016 vond plaats op 12 augustus, series, en 13 augustus, 2016 finale. Omdat het zwembad waarin de wedstrijd gehouden werd 50 meter lang is, bestaat de race uit acht baantjes. Na afloop van de series kwalificeerden de acht snelste ploegen zich voor de finale. De Verenigde Staten prolongeerde zijn olympische titel.

## Records
Voorafgaand aan het toernooi waren dit het wereldrecord en het kampioenschapsrecord
| Wereldrecord     | Verenigde Staten Aaron Peirsol Eric Shanteau Michael Phelps David Walters | 3.27,28 | Rome   | 2 augustus 2009  |
| Olympisch record | Verenigde Staten Aaron Peirsol Brendan Hansen Michael Phelps Jason Lezak  | 3.29,34 | Peking | 17 augustus 2008 |

## Uitslagen

### Series
| Rang | Namen                                                                       | Land             | Tijd    | Serie | Baan | Bijz. |
| ---- | --------------------------------------------------------------------------- | ---------------- | ------- | ----- | ---- | ----- |
| 1    | Chris Walker-Hebborn Adam Peaty James Guy Duncan Scott                      | Groot-Brittannië | 3.30,47 | 1     | 5    | Q     |
| 2    | David Plummer Kevin Cordes Thomas Shields Caeleb Dressel                    | Verenigde Staten | 3.31,83 | 2     | 4    | Q     |
| 3    | Ryosuke Irie Yasuhiro Koseki Takuro Fujii Katsumi Nakamura                  | Japan            | 3.32,33 | 2     | 3    | Q     |
| 4    | Mitch Larkin Jake Packard David Morgan Cameron McEvoy                       | Australië        | 3.32,57 | 1     | 4    | Q     |
| 4    | Xu Jiayu Li Xiang Li Zhuhao Ning Zetao                                      | China            | 3.32,57 | 2     | 8    | Q     |
| 6    | Grigori Tarasevitsj Anton Tsjoepkov Jevgeni Koptelov Aleksandr Soechoroekov | Rusland          | 3.32,95 | 1     | 2    | Q     |
| 7    | Guilherme Guido Felipe França Henrique Martins Marcelo Chierighini          | Brazilië         | 3.32,97 | 2     | 6    | Q     |
| 8    | Jan-Philip Glania Christian vom Lehn Steffen Deibler Damian Wierling        | Duitsland        | 3.33,67 | 1     | 3    | Q     |
| 9    | Gabor Balog Dániel Gyurta Bence Pulai Richárd Bohus                         | Hongarije        | 3.33,89 | 2     | 7    |       |
| 10   | Camille Lacourt Theo Bussière Jérémy Stravius Clément Mignon                | Frankrijk        | 3.34,47 | 2     | 5    |       |
| 11   | Simone Sabbioni Andrea Toniato Piero Codia Luca Dotto                       | Italië           | 3.34,85 | 1     | 1    |       |
| 12   | Radosław Kawęcki Marcin Stolarski Konrad Czerniak Kacper Majchrzak          | Polen            | 3.35,18 | 1     | 6    |       |
| 13   | Christopher Reid Cameron van der Burgh Dylan Bosch Myles Brown              | Zuid-Afrika      | 3.35,50 | 2     | 2    |       |
| 14   | Danas Rapšys Giedrius Titenis Deividas Margevicius Simonas Bilis            | Litouwen         | 3.35,90 | 1     | 8    |       |
| 15   | Apostolos Christou Panagiotis Samilidis Andreas Vazaios Kristian Golomeev   | Griekenland      | 3.36,75 | 2     | 1    |       |
| 16   | Javier Acevedo Jason Block Mack Darragh Yuri Kisil                          | Canada           | 3.36,92 | 1     | 7    |       |

### Finale
| Rang   | Namen                                                               | Land             | Tijd    | Baan | Bijz. |
| ------ | ------------------------------------------------------------------- | ---------------- | ------- | ---- | ----- |
| Goud   | Ryan Murphy Cody Miller Michael Phelps Nathan Adrian                | Verenigde Staten | 3.27,95 | 5    | OR    |
| Zilver | Chris Walker-Hebborn Adam Peaty James Guy Duncan Scott              | Groot-Brittannië | 3.29,24 | 4    |       |
| Brons  | Mitch Larkin Jake Packard David Morgan Kyle Chalmers                | Australië        | 3.29,93 | 6    |       |
| 4      | Jevgeni Rylov Anton Tsjoepkov Aleksandr Sadovnikov Vladimir Morozov | Rusland          | 3.31,30 | 7    |       |
| 5      | Ryosuke Irie Yasuhiro Koseki Takuro Fujii Katsumi Nakamura          | Japan            | 3.31,97 | 3    |       |
| 6      | Guilherme Guido João Gomes Henrique Martins Marcelo Chierighini     | Brazilië         | 3.32,84 | 1    |       |
| 7      | Jan-Philip Glania Marco Koch Steffen Deibler Damian Wierling        | Duitsland        | 3.33,50 | 8    |       |
| 8      | Xu Jiayu Li Xiang Li Zhuhao Ning Zetao                              | China            | 9.99,99 | 2    | DSQ   |